# Australie aux Jeux olympiques de 1896
L'Australie aux Jeux olympiques de 1896 est représentée par un athlète, Teddy Flack, originaire de l'État de Victoria. Le pays est alors une colonie britannique et utilise par conséquent le drapeau du Royaume-Uni.
Bien que né en Angleterre et résidant à l'époque à Londres, Flack passe la majeure partie de sa vie en Australie, c'est pourquoi il est considéré comme australien par le Comité international olympique. Il concourt dans cinq épreuves, remportant trois médailles. La médaille de bronze au tennis, créditée a posteriori par le CIO, est cependant attribuée à l'équipe mixte.
L'Australie se place ainsi à la huitième place des nations au tableau des médailles de ces premiers Jeux olympiques à Athènes avec deux médailles d'or.

## Médaillés

### Médailles d'or
| Sport              | Discipline   | Athlète(s)  | Performance  | Date         |
| ------------------ | ------------ | ----------- | ------------ | ------------ |
| Médailles d'or : 2 |              |             |              |              |
| Athlétisme         | 1 500 mètres | Teddy Flack | 4 min 33 s 2 | 7 avril 1896 |
| Athlétisme         | 800 mètres   | Teddy Flack | 2 min 11 s   | 9 avril 1896 |

## Résultats

### Athlétisme
| Athlète     | Épreuve      | Séries     | Séries | Finale       | Finale |
| Athlète     | Épreuve      | Résultat   | Rang   | Résultat     | Rang   |
| ----------- | ------------ | ---------- | ------ | ------------ | ------ |
| Teddy Flack | 800 mètres   | 2 min 10 s | 1er    | 2 min 11 s   | 1er    |
| Teddy Flack | 1 500 mètres | NC         | NC     | 4 min 33 s 2 | 1er    |
| Teddy Flack | Marathon     | NC         | NC     | –            | DNF    |

### Tennis
La médaille de bronze remportée en double n'est pas comptabilisée au nombre de médailles car les deux athlètes n'étaient pas de la même nationalité.
| Teddy Flack | battu par A. Akratopoulos | – | – | – | – | – | – |

| Athlètes                        | 1er Tour            | Demi-finales                        | Finale              |
| Athlètes                        | Adversaire Résultat | Adversaire Résultat                 | Adversaire Résultat |
| ------------------------------- | ------------------- | ----------------------------------- | ------------------- |
| Teddy Flack George S. Robertson | exempt              | battu par Kasdaglis · Petrokokkinos | –                   |